# Southland (Provinz)

Southland Province 1861–1870

Die Provinz Southland war eine Provinz in der ehemaligen britischen Kolonie Neuseeland, die am 25. März 1861 per Order in Council (Rechtsverordnung) von der Provinz Otago abgetrennt und eigenständig wurde, 1870 aber aufgelöst und der Provinz Otago wieder zugeordnet wurde.

## Geographie
Die Provinz Southland war nach ihrer Abtrennung von der Provinz Otago die südlichste Provinz Neuseelands. Die Grenzen der Provinz wurde mit den Koordinaten zwischen dem 45. und dem 47. Breitengrad südlicher Breite und zwischen dem 166. Längengrad, 15 Minuten und dem 169. Längengrad, 15 Minuten östlicher Länge angegeben. Der Provinz wurden die Inseln Stewart Island, Snares Islands, Auckland Islands, Enderby Island, Campbell Island, Bounty Islands und Antipodes Island verwaltungstechnisch zugeordnet.
Andere Beschreibungen der Provinzgrenzen zählen den Mataura River im Osten, den Waiau River im Westen und eine Linie vom Eyre Peak zum Lake Manapouri im Norden auf. Die südliche Grenze auf der Südinsel bildete die Küstenlinie zur Foveaux Strait. Dazu kamen die Inseln wie oben beschrieben.

## Geschichte
Am 30. Juni 1852 wurde im britischen Parlament das Gesetz „Act to Grant a Representative Constitution to the Colony of New Zealand“ verabschiedet, das in Neuseeland unter New Zealand Constitution Act 1852 bekannt ist. In dem Gesetz wurde die verwaltungstechnische Neuaufteilung der Kolonie Neuseeland in sechs Provinzen geregelt. Die Grenzen der Distrikte sollten per Proklamation durch den Gouverneur Neuseelands festgelegt werden. Das Gesetz legte ferner fest, dass jede Provinz einen Provincial Council (Provinzrat) mit mindestens neun Mitgliedern und einen Superintendent (Leiter, Vorsteher) haben sollte. In dem Gesetz wurde auch ausdrücklich die Möglichkeit vorgesehen, per Order in Council (Rechtsverordnung) weitere Aufteilungen der Provinzen vorzunehmen. Hiervon machte das General Assembly (Generalversammlung) im März 1861 Gebrauch, nachdem separatistische Siedler die Abspaltung vorangetrieben hatten. Doch die Provinz sah sich von Anfang an mit finanziellen Problemen konfrontiert, die die Provinzregierung nicht in den Griff bekam. Nach neun Jahren defizitärem Wirtschaften wurde die Provinz Southland wieder der reicheren Provinz Otago zugeordnet und politisch wie verwaltungstechnisch integriert.
Am 12. Oktober 1875 beschloss das britische Parlament mit dem Abolition of Provinces Act (Gesetz für die Abschaffung der Provinzen) das Ende der Verwaltung Neuseeland über Provinzen. Am 1. November 1876 bekam das Gesetz Gesetzeskraft. Abgelöst wurde das Provinz-System durch ein Verwaltungssystem über Boroughs (Gemeinden) und Counties (Landkreise).